# Yankee Stadium
Yankee Stadium – stadion ulokowany w Bronksie w Nowym Jorku. Jest domowym obiektem dla drużyny New York Yankees oraz drużyny piłkarskiej New York City FC. Obecny stadion zastąpił poprzedni obiekt wybudowany w 1923 roku. Pierwszy mecz na nowym stadionie, przedsezonowy z Chicago Cubs miał miejsce 3 kwietnia 2009, który Jankesi wygrali 7-4. Pierwszy mecz sezonu regularnego miał miejsce niespełna dwa tygodnie później, 16 kwietnia 2009 roku. Mecz ten Jankesi przegrali z Cleveland Indians 10-2.